# Brachionidium parvifolium
Brachionidium parvifolium är en orkidéart som först beskrevs av John Lindley, och fick sitt nu gällande namn av John Lindley. Brachionidium parvifolium ingår i släktet Brachionidium och familjen orkidéer. Inga underarter finns listade i Catalogue of Life.